# VV Velox in het seizoen 1958/59
Het seizoen 1958/1959 was het eerste jaar in het bestaan van de Utrechtse betaaldvoetbalclub Velox. Na het kampioenschap in het amateurvoetbal promoveerde de club naar het betaald voetbal. De club kwam uit in de Tweede divisie A en eindigde daarin op de vijfde plaats. Tevens deed de club mee aan het toernooi om de KNVB beker, hierin werd de club in de tweede ronde, na verlenging, uitgeschakeld door SV OSS '20 (1–2).

## Wedstrijdstatistieken

### Tweede divisie A
|       | Baronie | DHC   | DOSKO | EBOH  | EDO   | 't Gooi | Hilversum | LONGA | ONA   | UVS   | De Valk | Wilhelmina | Xerxes | Zeist |
| ----- | ------- | ----- | ----- | ----- | ----- | ------- | --------- | ----- | ----- | ----- | ------- | ---------- | ------ | ----- |
| Thuis | 2 – 1   | 1 – 1 | 3 – 3 | 1 – 0 | 3 – 0 | 2 – 5   | 3 – 1     | 5 – 2 | 5 – 2 | 2 – 2 | 1 – 1   | 3 – 1      | 1 – 1  | 2 – 2 |
| Uit   | 1 – 0   | 3 – 0 | 4 – 5 | 3 – 0 | 1 – 2 | 1 – 0   | 1 – 1     | 7 – 1 | 1 – 2 | 1 – 2 | 3 – 1   | 1 – 3      | 2 – 2  | 1 – 1 |

### KNVB beker
| 1e ronde                                         | Velox | 8 – 1 (3 – 0)                      | Driel                 |
| 1 januari 1959 Plaats: Utrecht Koningsweg        | Dirk Uittenbosch 18' Wim Adelaar Gijs Uittenbosch De Wild –' (e.d.) Ben Aarts Rinus van Kooten –' (pen.) Co Alflen Hennie van der Plaats |                                    | Peters                |
| 2e ronde                                         | SV OSS '20 | 2 – 1 (1 – 1, 1 – 0) Na verlenging | Velox                 |
| 15 maart 1959 Plaats: Oss Sportpark de Rusheuvel | Fons Jansen 85' Johan Ruys 120' |                                    | 30' Willem van Arnhem |

## Statistieken Velox 1958/1959

### Eindstand Velox in de Nederlandse Tweede divisie A 1958 / 1959
| Stand | Gespeeld | Gewonnen | Gelijk | Verloren | Punten | Doelpunten voor | Doelpunten tegen |
| ----- | -------- | -------- | ------ | -------- | ------ | --------------- | ---------------- |
| 5e    | 28       | 12       | 9      | 7        | 33     | 54              | 52               |

### Topscorers
| #      | Naam               | Goal |
| ------ | ------------------ | ---- |
| 1.     | Jaap van der Horst | 11   |
| 2.     | Wim Adelaar        | 9    |
| 2.     | Dick Uittenbosch   | 9    |
| 4.     | Gijs Uittenbosch   | 8    |
| 5.     | Ben Aarts          | 7    |
| 6.     | Co Alflen          | 4    |
| 7.     | Willem van Arnhem  | 2    |
| 8.     | Koos Hendriks      | 1    |
| 8.     | Louis Lit          | 1    |
| 8.     | Leen Morelisse     | 1    |
| 8.     | Ton Sambeek        | 1    |
| Totaal | Totaal             | 54   |

| #              | Naam                  | Goal |
| -------------- | --------------------- | ---- |
| 1.             | Ben Aarts             | 1    |
| 1.             | Wim Adelaar           | 1    |
| 1.             | Co Alflen             | 1    |
| 1.             | Willem van Arnhem     | 1    |
| 1.             | Rinus van Kooten      | 1    |
| 1.             | Hennie van der Plaats | 1    |
| 1.             | Dirk Uittenbosch      | 1    |
| 1.             | Gijs Uittenbosch      | 1    |
| Eigen doelpunt |                       |      |
| –              | De Wild (Driel)       | 1    |
| Totaal         | Totaal                | 9    |